# 親衛隊少尉

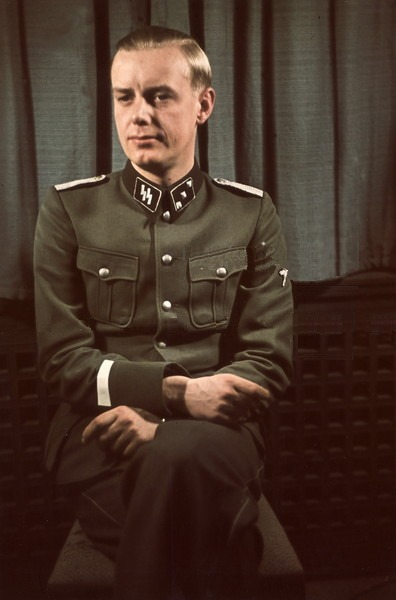
ハンス・ヘルマン・ユンゲ親衛隊少尉

親衛隊少尉とは（しんえいたいしょうい）とはナチス・ドイツ親衛隊（SS）の階級SS-Untersturmführer の訳語の一つである。英米の研究書では訳さず原文を用いるが、敢えて訳す場合には陸軍の階級呼称を利用して SS-Second Lieutenant と訳される。日本語では逐語訳し親衛隊下級突撃隊指揮官、SS小隊長と訳される場合があるが、実際に突撃隊でもなく、小隊を指揮する指揮官でない場合が多く、表意文字文化に慣れた読者を混乱させる。またドイツでも最近の研究書では陸軍の階級呼称を併記している。当時のドイツには10万名もの親衛隊少尉がいたと言われる。
親衛隊特務曹長（SS-Sturmscharführer）の上、親衛隊中尉（SS-Obersturmführer）の下に位置する。
Untersturmführer は親衛隊（SS）のみで使われた階級であり、それ以外のナチ党組織ではSturmführerを用いた。たとえば突撃隊（SA）ではSA-Sturmführer（突撃隊少尉）、国家社会主義自動車隊（NSKK）ではNSKK-Sturmführer（国家社会主義自動車隊少尉）といった具合である。 また親衛隊も1934年以前はSS-Sturmführerを使っていた。

## 階級章

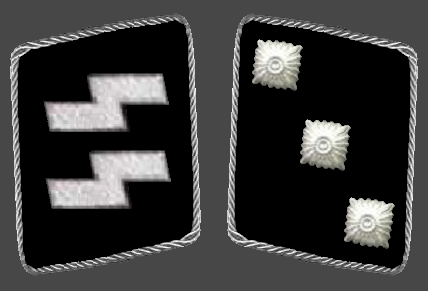
襟章
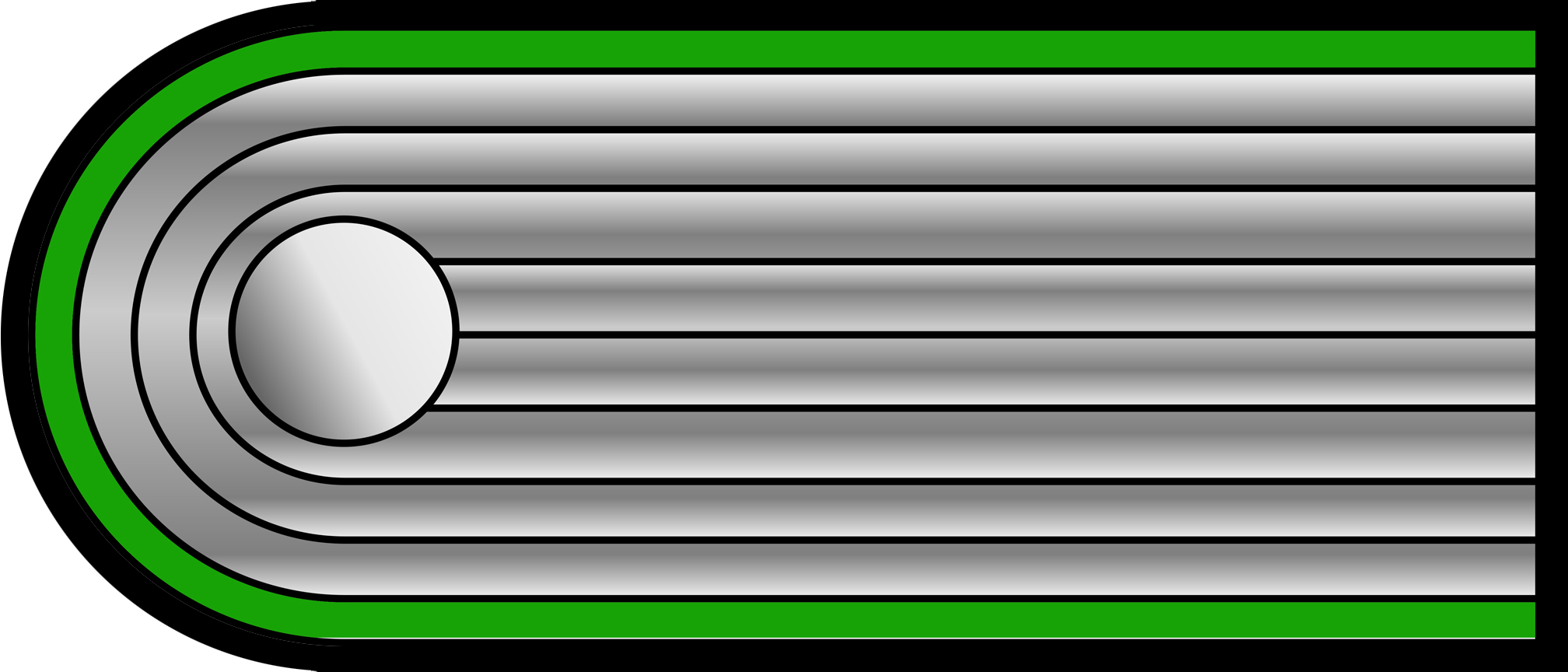
肩章
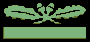
迷彩服の階級章

## 知られている親衛隊少尉
- クルト・フランツ … トレブリンカ強制収容所所長。
- ヨハン・ニーマン … ソビボル強制収容所副所長。ソビボル囚人の大脱走の際に殺害された。
- ユリウス・フィール … テレージエンシュタット強制収容所の看守。戦後は記者として活躍していたが、親衛隊員として同収容所でユダヤ人収容者7人を殺害していた過去が暴露され、2001年に懲役12年の判決を受けた。02年83歳で死去。